# Морозов, Виталий Николаевич
Виталий Николаевич Морозов (23 февраля 1936, Москва — 23 мая 2010, Москва) — советский футболист, защитник.

## Карьера
Воспитанник юношеской команды московского «Спартака», за основную команду сыграл 3 матча в 1957 году. В 1958 году играл за СКВО Львов.
После окончания карьеры работал машинистом Арбатско-Покровской линии Московского метрополитена.

## Семья
Сын футболиста Николая Морозова. Младший брат Анатолий также был футболистом. Первая жена Елена Владимировна Морозова (1933—1972). Сын Михаил (1958 г. р.), дочь Вера (1969 г. р.). Вторая жена Зоя Петровна Морозова (1933—2004).